# Iglesia de Nuestra Señora de la Asunción (Oropesa)
La iglesia de Nuestra Señora de la Asunción es un edificio de la localidad toledana de Oropesa, en España. Cuenta con el estatus de bien de interés cultural.

## Descripción

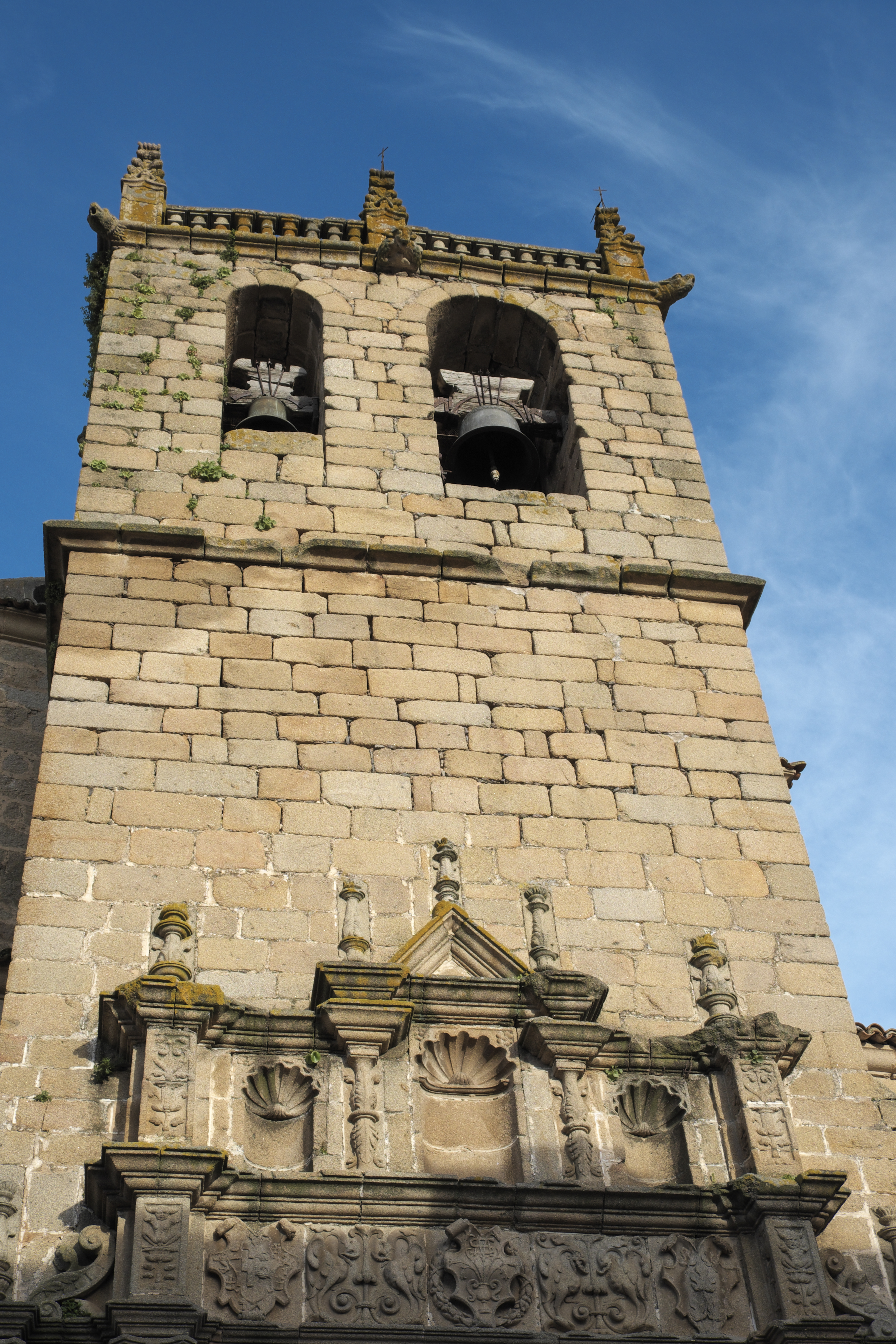
Torre con campanario

La iglesia se ubica en la plaza de la Constitución –antigua plaza de los Defensores del Alcázar– de la localidad toledana de Oropesa. Se organiza en función de una planta de cruz latina, con una sola nave dividida en tres tramos y ábside poligonal de cinco paramentos.
El edificio se cubre con bóvedas de cañón en el cuerpo y brazos, cúpula en el crucero y casquete de cuarto de esfera en la capilla mayor. Los elementos de mayor interés del edificio son la torre –adosada a los pies del templo–, el lado oeste y la portada principal, la cual se abre en la misma torre. Esta consta de dos cuerpos, el segundo de los cuales alberga un campanario. Presenta cubierta adintelada, con balaustrada renacentista, gárgolas y pináculos góticos.
La portada consta, también, de dos cuerpos, cuya decoración se adscribe al estilo plateresco. Cuenta con columnas abalaustradas, pilastras, flameros y ancho entablamento en el que se pueden observar dos escudos en la casa de Oropesa, que conforman el primer cuerpo, en el segundo aparecen labrados tres nichos avenerados, un frontoncillo y flameros.
En las fachadas norte y sur se abren sendas puertas de acceso desprovistas de interés artístico. En el interior destaca la sobria decoración del crucero, formado por cuatro pares de medias columnas adosadas a los cuatro ángulos. Asimismo es interesante el coro, situado a los pies de la iglesia y sobre el arco. En el primer y tercer tramo de la nave se abren capillas mediante arcos de medio punto, cubiertas por bóveda de cañón rebajada.

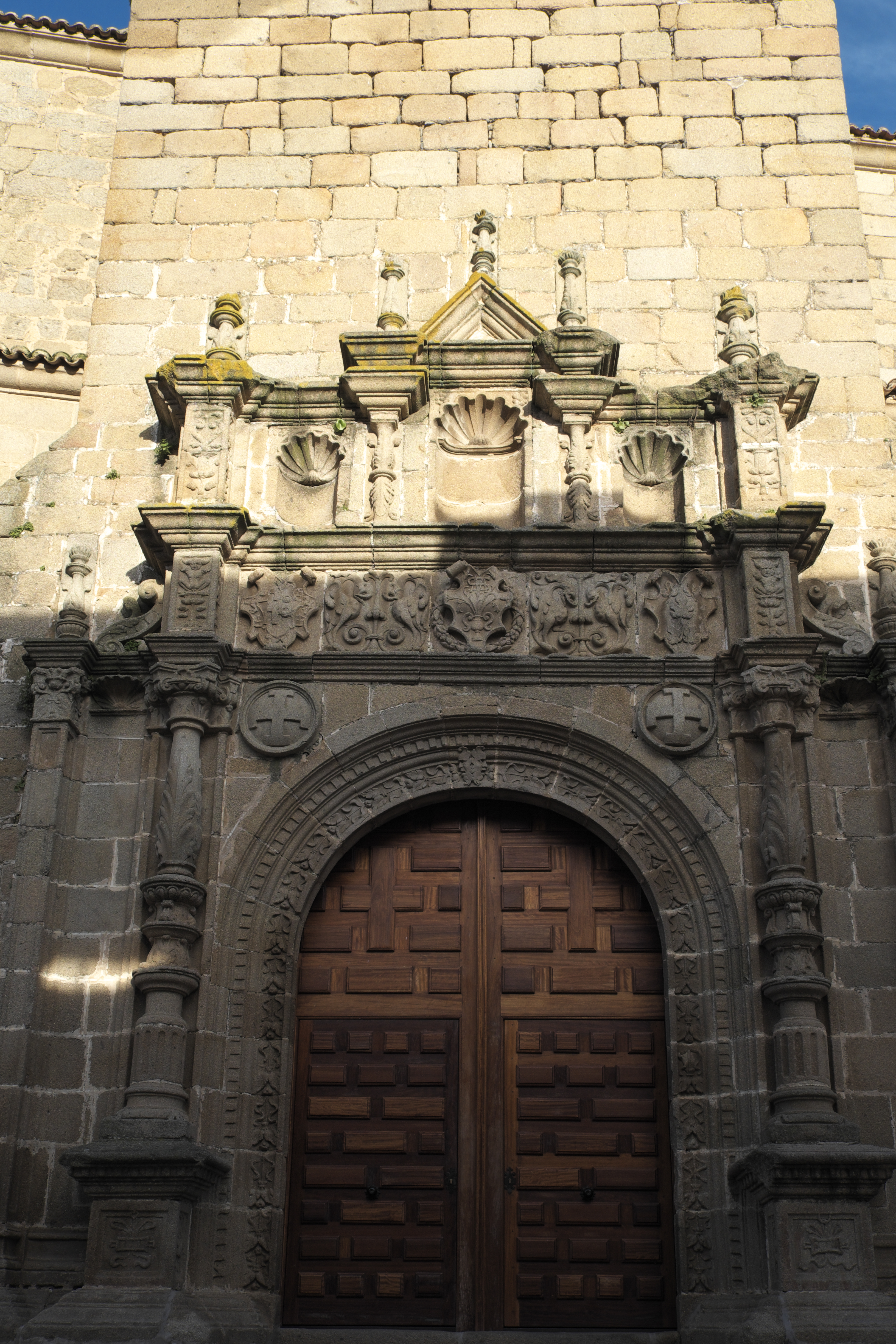
Portada

La fábrica general es de sillar en los entrepaños de la nave, arcos del coro, arcos de acceso a las capillas, pilastras y arcos torales del crucero, paños de los brazos, anillo de la bóveda y ábside. El resto está enlucido en blanco. En el exterior la fábrica también es de sillar. En cuanto al estilo arquitectónico, la iglesia puede ser considerada como de transición del estilo plateresco al renacentista, con una cronología del siglo XVI y comienzos del XVII.
El conjunto fue declarado bien de interés cultural, en la categoría de monumento, el 26 de noviembre de 1991, mediante un decreto publicado el día 18 de diciembre de ese mismo año en el Diario Oficial de Castilla-La Mancha (DOCM).